# Boundary Commissions (Vereinigtes Königreich)
Die Boundary Commissions sind ständige öffentliche Einrichtungen, die für die Festlegung der Grenzen von Wahlkreisen für die Wahlen zum Parlament des Vereinigten Königreichs, dem schottischen Parlament sowie dem walisischen Parlament und der Northern Ireland Assembly zuständig sind. Im Ganzen gibt es vier eigenständige Kommissionen:
- Boundary Commission for England
- Boundary Commission for Scotland
- Boundary Commission for Wales (Comisiwn Ffiniau i Gymru)
- Boundary Commission for Northern Ireland

## Zusammensetzung
Jede Kommission besteht aus vier Mitgliedern, von denen jedoch nur drei aktiv an den Entscheidungen teilnehmen. Der Speaker of the House of Commons gehört von Amts wegen jeder der Kommissionen an und führt auch jeweils den Vorsitz. Er nimmt aber an den regelmäßigen Sitzungen nicht teil, sondern wird von einem Stellvertreter vertreten.

## Gesetzesgrundlage
Gesetzliche Grundlage für die Arbeit der Kommissionen ist der Parliamentary Constituencies Act 1986, zuletzt geändert durch den Parliamentary Voting System and Constituencies Act 2011. Geschaffen wurden die Kommissionen durch den House of Commons (Redistribution of Seats) Act 1944. Dieser wurde 1947 geändert und zwei Jahre später durch den House of Commons (Redistribution of Seats) Act 1949 ersetzt. Dieses Gesetz wiederum wurde 1958 und 1978 abgeändert, bevor dann 1986 die heute gültige gesetzliche Grundlage in Kraft trat.
Unter der Regierung Blair war vorgesehen, die Aufgaben der Kommissionen der Electoral Commission zu übertragen, was aber letztlich nicht durchgesetzt werden konnte.

## Wahlkreise des Parlaments des Vereinigten Königreichs
Jede Kommission ist verpflichtet, spätestens alle fünf Jahre eine wiederkehrende Überprüfung der Wahlkreise in ihrem jeweiligen Zuständigkeitsbereich durchzuführen. Die letzte derartige Überprüfung begann am 4. März 2011. Ziel dieser Überprüfung war die Reduzierung der Wahlkreise von 650 auf 600. Die Zahl der Wahlkreise in jeder der vier Home Nations hängt von der Zahl der jeweils Wahlberechtigten ab. Auf dieser Grundlage wurden durch die Überprüfung 502 Wahlkreise für England, 16 Wahlkreise für Nordirland, 52 Wahlkreise für Schottland und 30 Wahlkreise für Wales errechnet. Im Januar 2013 wurden die Widerstände gegen die von den Kommissionen in ihrer Überprüfung herausgearbeiteten Änderungen jedoch so groß, dass es für eine Umsetzung der Vorschläge im Parlament keine Mehrheit gab.

## Verfahren
Bei der Festlegung von Wahlkreisen haben die Kommissionen verschiedene Punkte zu berücksichtigen:
In jedem durch die Kommissionen festgelegten Wahlkreis
- darf die Zahl der registrierten Wähler um höchstens 5 % vom Wahlquotienten für das Vereinigte Königreich abweichen. Dabei berechnet sich der Wahlquotient, indem die Gesamtzahl der auf dem Festland lebenden Wähler durch die Zahl der auf dem Festland befindlichen Wahlkreise geteilt wird. Bei der Berechnung nicht berücksichtigt werden die Wahlkreise Na h-Eileanan an Iar, Orkney and Shetland sowie die beiden auf der Isle of Wight befindlichen Wahlkreise.
- darf die geographische Ausdehnung 13.000 Quadratkilometer nicht übersteigen.

Von diesen Vorgaben gibt es jedoch drei Ausnahmen:
- Für die vier auf den Inseln befindlichen Wahlkreise gilt die zahlenmäßige Vorgabe bezüglich der Anzahl registrierter Wähler nicht
- Wahlkreise mit einer geographischen Ausdehnung von mehr als 12.000 Quadratkilometern dürfen die zahlenmäßige Vorgabe bezüglich der Anzahl registrierter Wähler unterschreiten
- Wahlkreise in Nordirland unterliegen unter bestimmten Voraussetzungen anderen Beschränkungen

Neben den genannten verpflichtenden Voraussetzungen, die jeder Wahlkreis erfüllen muss, können die Kommissionen auch weitere Erwägungen in ihre Überlegungen einstellen. So können etwa
- „besondere geographische Verhältnisse“ wie beispielsweise die Größe, der Zuschnitt oder der Erschließungszustand eines Wahlkreises,
- Grenzen auf Ebene der Lokalverwaltung,
- Grenzen bestehender Wahlbezirke oder
- Nachteile für Wähler, die sich aus der Veränderung des Zuschnitts von Wahlbezirken ergeben

berücksichtigt werden. Da die genannten Faktoren durchaus auch im Widerspruch zueinander stehen können, steht jeder Kommission bei der Gewichtung der einzelnen Faktoren ein Ermessen zu. Auch wenn Änderungen in der Grenzziehung von Wahlkreisen erheblichen Einfluss auf das Wahlergebnis haben können, wird das Wahlverhalten innerhalb bestehender Wahlbezirke von den Kommissionen nicht berücksichtigt.
Hat eine Kommission Vorschläge für Änderungen ausgearbeitet, ist dieser öffentlich bekanntzumachen und zur Diskussion zu stellen. Der genaue Ablauf dieser öffentlichen Anhörung ist gesetzlich vorgeschrieben. An die Veröffentlichung der Vorschläge schließt sich ein Beratungszeitraum von 12 Wochen an, während dessen der Öffentlichkeit in einer Reihe von öffentlichen Anhörungen die Möglichkeit gegeben wird, sich zu den Vorschlägen zu äußern. Anschließend folgt eine vierwöchige zweite Anhörungsrunde, in der die bei den ersten Anhörungen vorgebrachten Argumente genauer beleuchtet werden. Nach Überarbeitung der Vorschläge folgt abschließend nochmals eine achtwöchige Anhörungsphase.

Die Wahlkreise zur Unterhauswahl 2015 mit Endergebnis

## Veränderungen der Parlamentswahlkreise des Vereinigten Königreichs durch frühere Überprüfungen der Kommissionen
Faktisch führte jede Kommission in ihrem Zuständigkeitsbereich alle acht bis 12 Jahre eine Überprüfung des Zuschnitts der Wahlkreise durch. Zwischen diesen Überprüfungen wurden Zwischenüberprüfungen durchgeführt, die immer nur einen Teil des Zuständigkeitsgebiets umfassten. Während sich durch die Zwischenüberprüfungen regelmäßig keine nennenswerten Änderungen ergaben, führten die vollständigen Überprüfungen regelmäßig zu signifikanten Verschiebungen im Zuschnitt der Wahlkreise.
Vor den letzten Überprüfungen galt der Grundsatz, dass die Zahl der Wahlkreise in Großbritannien in etwa 613 betragen müsse, wobei zumindest 35 der Wahlkreise in Wales zu liegen hatten. Die City of London durfte nicht aufgeteilt werden und entsandte stets einen eigenen Abgeordneten ins Parlament. Die Inseln Orkney und Shetland durften nicht mit anderen Regionen zu einem Wahlbezirk zusammengefasst werden. Nordirland musste in 16 bis 18 Wahlkreise eingeteilt werden. Auch war für die Gesamtzahl der Wahlkreise keine Obergrenze vorgesehen. Vielmehr oblag es jeder Kommission, die Höchstzahl der Wahlkreise in ihrem Zuständigkeitsbereich selbst festzulegen. Auch gab es keine flächenmäßige Beschränkung der Größe eines Wahlkreises. Die öffentliche Anhörung zu den ausgearbeiteten Vorschlägen war mit insgesamt vier Wochen wesentlich kürzer.
Bei den Unterhauswahlen 2015 gab es im Vereinigten Königreich insgesamt 650 Wahlkreise.

## Arbeit der Boundary Commissions in Schottland, Wales und Nordirland
Die Boundary Commissions sind auch für die der Devolution unterliegenden Gebiete zuständig. Insofern haben sie die Wahlbezirke für schottische Parlament, die walisische Nationalversammlung und die Nationalversammlung Nordirlands zu überprüfen.

### Schottisches Parlament
Wie die Boundary Commissions in Bezug auf die Wahlkreise und Regionen für das schottische Parlament vorzugehen und welche Vorgaben sie dabei zu beachten haben legt der Scotland Act 1998 fest. Hierin ist vorgeschrieben, dass es für das schottische Parlament 73 Wahlkreise geben muss, wobei die Wahlkreise für die Orkney-Inseln und die Shetland-Inseln von vornherein festgeschrieben sind. Das Gesetz sieht außerdem vor, dass die Wahlkreise in acht Regionen zusammenzufassen sind. Die Boundary Commission for Scotland führte die letzte Überprüfung der Wahlbezirke zwischen 2007 und 2010 durch. Ihre aus der Überprüfung hervorgegangenen Vorschläge wurden zur Parlamentswahl in Schottland 2011 umgesetzt. Da die Gesetzgebung für die britischen Unterhauswahlen und für die Wahlen zum schottischen Parlament in Bezug auf die Wahlbezirke unterschiedliche Vorgaben macht, sind die jeweiligen Wahlbezirke nicht deckungsgleich.

### Walisische Nationalversammlung
Für die Arbeit der Boundary Commissions in Wales dient der Government of Wales Act 2006 als Rechtsgrundlage. Das Gesetz sah vor, dass die Wahlkreise zur Walisischen Nationalversammlung mit den Parlamentswahlkreisen für die britischen Unterhauswahlen deckungsgleich sein müssen. Zudem verpflichtet es die Boundary Commissions, die walisischen Wahlkreise in Regionen. Die Verbindung von Wahlkreisen zur Wahl der Nationalversammlung mit denen zur Wahl des britischen Parlaments wurde durch den Parliamentary Voting System and Constituencies Act 2011 aufgehoben.

### Nationalversammlung Nordirlands
Section 33 des Northern Ireland Act 1998 legt fest, dass die Wahlkreise zur Wahl der Nationalversammlung Nordirlands mit den Parlamentswahlkreisen für die britischen Unterhauswahlen deckungsgleich sein müssen.

## Umsetzung von Empfehlungen
Sobald eine der Kommissionen ihre Überprüfung abgeschlossen hat, wird ein Bericht für den Innenminister erstellt. Dieser ist sodann für die Umsetzung der Vorschläge in Gesetzesform und zur Weiterleitung an das Parlament des Vereinigten Königreichs weiter. Zwar wurde dem Innenminister seit jeher das Recht zur Abänderung der Vorschläge zuerkannt. Hiervon wurde jedoch nie Gebrauch gemacht. Dem Parlament steht das Recht zu, die Vorschläge anzunehmen oder abzulehnen. Eine Abänderung durch das Parlament ist indes nicht möglich. Stimmt das Parlament den Vorschlägen zu, fertigt der britische Monarch eine Verfügung aus, mit deren Unterzeichnung die Änderungen wirksam werden. Zur Anwendung kommen sie dann bei der folgenden Wahl. Für eventuelle Nachwahlen gelten diejenigen Wahlbezirke, die auch für die jeweilige Hauptwahl maßgeblich waren.